# Beerbergmoor
Koordinaten: 50° 39′ 33″ N, 10° 44′ 33″ O
Das Naturschutzgebiet Beerbergmoor liegt im Ilm-Kreis in Thüringen. Es handelt sich um ein Moorgebiet am 983 Meter hohen Beerberg im Thüringer Wald zwischen den Ortsteilen Heidersbach, Gehlberg und Goldlauter der kreisfreien Stadt Suhl. Nördlich und östlich des Gebietes verläuft die Landesstraße L 1129 und am südwestlichen Rand der Rennsteig.

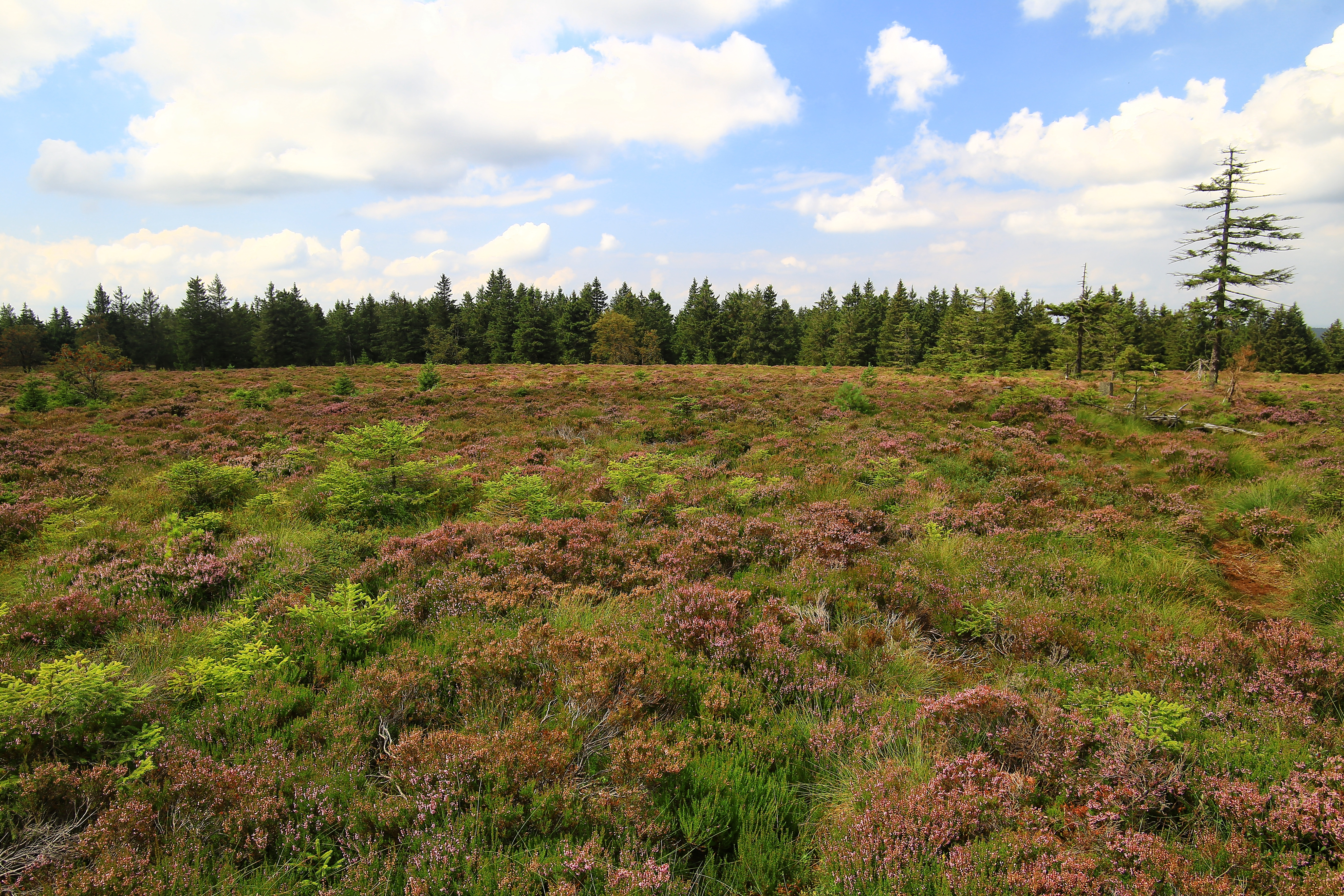
Moorgebiet in der Kernzone des NSG Beerbergmoor.

## Bedeutung
Das 34,2 ha große Gebiet mit der Kennung 105 wurde im Jahr 1939 unter Naturschutz gestellt. 